# Anatolij Diatłow
Anatolij Stiepanowicz Diatłow, ros. Анатолий Степанович Дятлов (ur. 3 marca 1931, zm. 13 grudnia 1995) – radziecki fizyk jądrowy, zastępca naczelnego inżyniera w Czarnobylskiej Elektrowni Jądrowej. Jedna z kluczowych postaci podczas awarii elektrowni w Czarnobylu.

## Życiorys
W 1959 ukończył studia fizyczne w Moskiewskim Instytucie Fizyczno-Technicznym. Pracował w Komsomolsku jako kierownik inżynierów montujących i sprawdzających napędy jądrowe na okrętach podwodnych, gdzie również zdarzył się wypadek jądrowy, a on był z nim powiązany (dostał dawkę 200 remów napromieniowania). W 1973 przeniósł się do Prypeci zatrudniając się w czarnobylskiej elektrowni jądrowej, gdzie był głównym specjalistą od reaktorów jądrowych i zastępcą naczelnego inżyniera. W elektrowni w Czarnobylu pracował do 1986. W czasie awarii nadzorował program wyłączenia reaktora w bloku czwartym i wykonania eksperymentów, co doprowadziło do wybuchu reaktora. Po eksplozji kierował pierwszą fazą akcji ratowniczej i zapobiegającej dalszym eksplozjom. Po kilku godzinach od wybuchu w wyniku silnego napromieniowania zachorował i został hospitalizowany w Prypeci, a potem w Moskwie. Mimo otrzymania dawki 390 remów przeżył awarię. W lipcu 1987 został osądzony i skazany na 10 lat więzienia jako jeden z trzech głównych winnych katastrofy (dyrektor czarnobylskiej elektrowni Wiktor Briuchanow i główny inżynier Nikołaj Fomin otrzymali ten sam wyrok). W więzieniu chorował na chorobę popromienną, toteż został zwolniony przedterminowo w 1990. Zmarł w 1995 w wyniku ataku serca. Był przekonany o swojej niewinności, a za katastrofę winił wadliwą konstrukcję reaktora. Jego ostatni wywiad, jakiego udzielił przed śmiercią, w sposób bardzo dokładny opisuje wydarzenia przed i po awarii i w sposób jednoznaczny usprawiedliwia operatorów, którzy do końca z narażeniem życia wypełniali swoje obowiązki.